# SN 2007mc
SN 2007mc – supernowa typu Ia odkryta 8 października 2007 roku w galaktyce A010725+0102. W momencie odkrycia miała maksymalną jasność 20,80m.